# Rémi de Fécamp

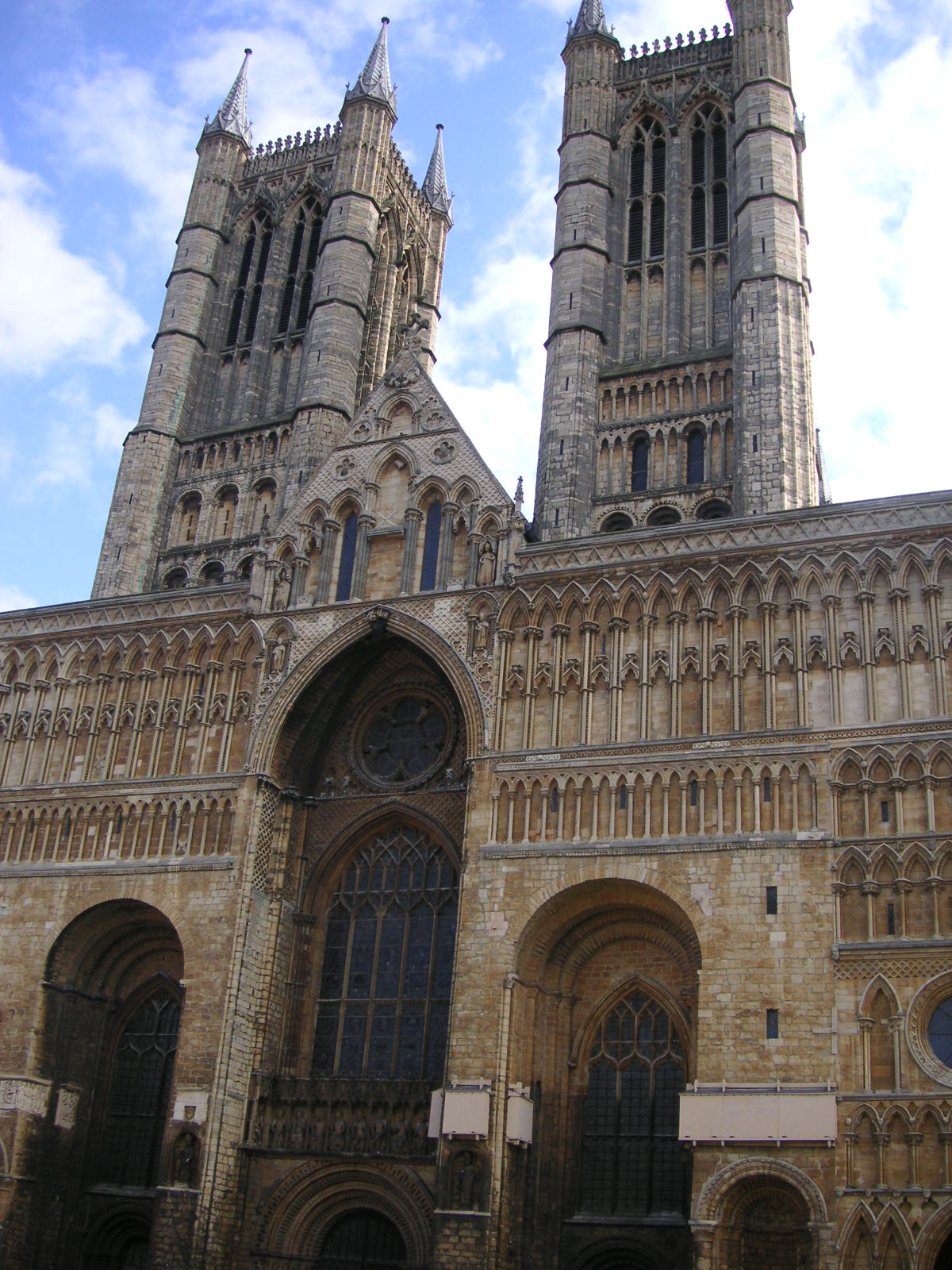
La facade ouest de la cathédrale est l'une des parties survivantes de la cathédrale originale.

Rémi de Fécamp (en anglais : Rémi of Fécamp, en latin : Remigius) († 6 ou 8 mai 1092), fut un moine bénédictin anglo-normand, aumônier de l'abbaye de Fécamp, qui devint évêque de Lincoln après la conquête normande de l'Angleterre.

## Biographie
Quand le nom de Rémi de Fécamp est cité pour la première fois en 1066, il est moine à l'abbaye de Fécamp. Il est probablement l'aumônier qui promet de contribuer pour un navire et vingt chevaliers à l'armée d'invasion du duc de Normandie Guillaume le Bâtard (plus tard le Conquérant). Il est possible qu'il participe à la bataille de Hastings (1066), qui débute la conquête normande de l'Angleterre. En récompense, en 1067 il reçoit le premier siège épiscopal vacant, celui de Dorchester dont il sera le dernier évêque. À cette époque, son diocèse s'étend sur la Mercie, de la Humber à la Tamise.
Rémi est consacré dès 1067 par Stigand, alors archevêque de Cantorbéry. Plus tard il dira ignorer que la position de Stigand n'était pas en accord avec le droit canon. Il est l'un des évêques qui sacrent Lanfranc, le 29 août 1070. Mais il est suspendu par les légats du pape Alexandre II, et se rend à Rome avec les archevêques Thomas d'York et Lanfranc, en 1071. Rémi dit lui-même que la raison de sa suspension avait été sa consécration par Stigand, mais Eadmer, suivi de Guillaume de Malmesbury, l'attribuent à une accusation de simonie. Les deux récits s'accordent sur le fait qu'il est remis dans ses fonctions grâce à la médiation de Lanfranc, qui lui obtient le pardon pour l'irrégularité de sa consécration. Il fait alors obédience à l'archevêque de Cantorbéry.
Dans les premières années de son épiscopat Rémi s'emploie avec dévouement à son évêché, mais en 1072, les légats papaux et les évêques anglais font transférer le siège épiscopal à Lincoln. Cette ville est choisie pour son importance économique et stratégique, et pour son importante population et sa position privilégiée sur des routes de communication importantes. Il commence la construction de la cathédrale Sainte-Marie de Lincoln sur la colline près du château royal. Elle ne sera achevée et consacrée qu'après sa mort. Elle est endommagée par un incendie en 1124, et presque détruite par un tremblement de terre en 1185[réf. souhaitée]. Le seul élément qui existe encore est une partie de la façade ouest, qui est un bel échantillon de l'art normand. Dans le chapitre cathédral, il crée douze dignités, dont un doyen, un chantre, un maître d'école et sept archidiacres. Il y établit aussi vingt et une prébendes.
Il est possible que Rémi ait été impliqué dans la révolte de Raoul de Gaël en 1075, car Henri de Huntingdon dit qu'il est accusé de trahison, mais lavé de l'accusation par un agent, qui subit l'ordalie en sa faveur. Dix ans plus tard, il est l'un des commissaires du Domesday Book pour le Worcestershire.
Il se heurte à Thomas d'York, qui revendique le Lindsey (en) comme étant sous juridiction de son archevêché. La dispute ne sera réglée que sous son successeur Robert Blouet. Rémi restaure l'abbaye d'Eynsham avant 1086. En 1091, il en transfère les moines à Stow (Lincolnshire). Son successeur les fera revenir à Eynsham. Il contribue également à la refondation du prieuré de Bardney entre 1086 et 1089[réf. souhaitée]. Giraud de Barri le crédite à tort de la fondation d'un hôpital pour lépreux à Lincoln[réf. souhaitée].
Rémi est décrit comme possédant un esprit vif dans un petit corps ; Guillaume de Malmesbury[réf. souhaitée] ajoute qu'il était si petit qu'il paraissait « pene portentum hominis »[évasif]; Henri de Huntingdon qu'il était « basané pour le teint mais plaisant pour l'apparence », et alors qu'il connaissait bien les contemporains de l'évêque de Lincoln, il ne donne aucune indication quant à la sainteté particulière de son caractère[réf. souhaitée]. La tradition concernant la sainteté de Rémi semble s'être répandue à Lincoln au cours du XIIe siècle. Giraud de Barri écrivit son hagiographie dans les années 1190. Il dit que des miracles eurent lieu sur le tombeau de l'évêque dès 1124[réf. souhaitée], mais il est hors de doute qu'il écrivit sur ordre : il fallait établir la renommée de l'évêque pour en faire un saint local. Giraud pressa Hugues de Wells de faire canoniser Rémi[réf. souhaitée], mais ce souhait ne fut jamais exaucé. Mathieu Paris, cependant, parle de lui comme d'un saint et rapporte des miracles opérés sur sa tombe en 1253 et 1255[réf. souhaitée]. Il est vénéré jusqu'au XIIIe siècle.
Il meurt à Lincoln probablement le 8 mai 1092. Il est enterré dans la cathédrale, à un endroit indéterminé.

### Sources
- H. E. J. Cowdrey, « Remigius (d. 1092) », Oxford Dictionary of National Biography, Oxford University Press, 2004.
- British History Online Bishops of Lincoln accessed on October 28, 2007
- Janet Burton, Monastic and Religious Orders in Britain: 1000-1300, Cambridge University Press, Cambridge Medieval Textbooks, Cambridge, 1994.  (ISBN 0-521-37797-8).
- Maurice Powicke et E. B. Fryde, Handbook of British Chronology, 2nd. ed., London, Royal Historical Society, 1961.
- Ann Williams, The English and the Norman Conquest, Boydell Press, Ipswich; 2000.  (ISBN 0-85115-708-4).

### Source de la traduction
- (en) Cet article est partiellement ou en totalité issu de l’article de Wikipédia en anglais intitulé « Remigius de Fécamp » (voir la liste des auteurs).